# Richalpheus
Richalpheus is een geslacht van kreeftachtigen uit de klasse van de Malacostraca (hogere kreeftachtigen).

## Soorten
- Richalpheus alpheoides Anker, 2011
- Richalpheus dahabensis Anker & Dworschak, 2007
- Richalpheus palmeri Anker & Jeng, 2006